# Edictum de pretiis rerum venalium
Het edictum de pretiis rerum venalium (Latijn voor edict over de prijzen van koopwaren) of prijzenedict is een edict dat in november 301 werd uitgevaardigd door keizer Diocletianus.

## Situering
Het doel van het edict was het bedwingen van inflatie om de uitholling van de soldij en daarmee de koopkracht van de soldaten te keren. Het edict legde maximumprijzen voor een groot aantal goederen en diensten op. Eerder in zijn regering had de keizer getracht het muntstelsel dat ondanks de hervormingen van Aurelianus verder verloederd was te hervormen.

In september 301 vaardigde Diocletianus een edict uit dat beval dat een zilveren munt voortaan tachtig bronzen denarii waard zou zijn in plaats van veertig. De schatkist kon daardoor in één klap het grootste deel van zijn uitgaven halveren. Immers, de staat inde de belastingen in zilver maar betaalde de soldij in brons. De nieuwe munten wakkerden de inflatie eerder aan dan zij deze bedwongen. De keizer experimenteerde daarom met een prijsmaatregel om de muntontwaarding tegen te gaan, het Edict over de prijzen van koopwaren dat in november van datzelfde jaar van kracht werd en dat de maximumprijs van goederen en diensten vastlegde. De keizer wilde hiermee de inflatie indijken, de koopkracht van de uitgegeven soldij bewaken en de prijzen van de goederen en diensten in de hand te houden. De maximumprijzen waren onwerkelijk laag maar de onderlinge prijsverhoudingen klopten wel.

De maatregel had bitter weinig effect omdat de middelen om de regelgeving in het gigantische rijk af te dwingen grotendeels ontbraken. Bovendien ging de munt verder met het slaan van grote aantallen munten met een lage intrinsieke waarde, wat de inflatie almaar aanwakkerde. Het edict had dan ook voornamelijk economische ontwrichting ten gevolge. Producenten hielden op te produceren en handelaren zochten de zwarte markt op, hielden op met handelen of vervielen in ruilhandel. De soldaten ondervonden al snel dat ze met hun soldij niet veel vermochten.
Het edict werd waarschijnlijk in Antiochië of Alexandrië afgekondigd en in Griekse en Latijnse inscripties bekendgemaakt. Het is nu voornamelijk van fragmenten uit het oostelijk deel van het rijk bekend, waar Diocletianus regeerde. Het stuitte al snel op kritiek onder andere van de christelijke schrijver Lactantius en leidde tot ontwrichting van de markt met gewelddaden en zelfs bloedvergieten. Sommigen verdenken de christenen ervan dit edict bewust te hebben gesaboteerd om alzo weerwerk te bieden tegen de voor hen verwerpelijke keizerlijke persoon Diocletianus die zich identificeerde met Iovius, zoon van de Romeinse oppergod Jupiter. Tegen het einde van de regering van Diocletianus in 305 werd het edict voornamelijk genegeerd, maar de economie herstelde zich pas met de hervormingen van het muntstelsel door keizer Constantijn.

## Bepalingen
In het eerste deel van het edict worden de waarden van de koperen en bronzen munten vastgesteld en de doodstraf opgelegd aan alle profiteurs en speculanten die verantwoordelijk gesteld worden voor de inflatie. Zij worden zelfs vergeleken met de barbaarse stammen die het rijk van buiten aanvielen. Het werd handelaren verboden hun waren elders te gaan verkopen. Kosten van vervoer mochten niet in de prijs doorberekend worden.
Het laatste deel van het edict beslaat ongeveer een derde van het geheel. Het is onderverdeeld in 32 hoofdstukken en legt de prijzen vast van meer dan duizend producten. Het legde niet de prijs als zodanig vast, maar definieerde wel een maximum. Er werden prijzen aan een maximum gebonden voor allerlei voedingswaren (vlees, graan, wijn, bier, worst enz.) maar ook vrachtprijzen voor vervoer over zee en weeklonen. De hoogste limiet was voor een pond purperen zijde: 150.000 denarii. Een leeuw was even duur.
In het hoofdstuk over verschillende soorten wol werd "wol van de Atrebates" op een bedrag van 200 denariën per pond gezet.